# 로리쿠퍼가짜안테키누스
로리쿠퍼가짜안테키누스(Pseudantechinus roryi)는 주머니고양이과에 속하는 작은 육식동물 유대류로 웨스턴오스트레일리아 주의 바위가 땅 위에 돌출된 지역에서 서식한다. 황갈색가짜안테키누스라는 이름으로도 알려져 있다. 습성은 전혀 알려져 있지 않지만, 가짜안테키누스속에 속하는 다른 종들과 유사한 것으로 추정하고 있다.
로리쿠퍼가짜안테키누스는 필바라부터 그레이트샌디 사막과 기브슨 사막까지 분포한다. 가짜안테키누스속에 속하는 다른 종들처럼 배로우 섬에서도 서식하는 것으로 추정하고 있다. 가짜안테키누스속의 다른 종들이 회색-갈색을 띠는 것과 달리 불그스레한 갈색을 띤다.